# Григорій IX
Григорій IX (лат. Gregorius; бл.1143 — 22 серпня 1241) — сто сімдесят восьмий папа Римський, понтифікат якого тривав з 19 березня 1227 до 22 серпня 1241. Продовжував курс папи Григорія VII та свого родича Іннокентія III щодо вищості Римської церкви.

## Життєпис
Навчався у Парижі та Болоньї. У 1206 став каридналом-єпископом Остії, у 1207—1209 був папським легатом у Німеччині. Був прихильником проведення хрестових походів. Григорій IX вів боротьбу з імператором Священної Римської імперії Фрідріхом II, якого у 1227 відлучив від церкви за зволікання з початком Шостого хрестового походу. Під час походу Фрідріха II до Палестини у 1228—1229 папські війська захопили частину Сицилії та Неаполя. Імператор, який повертався з хрестового походу, розбив папські війська, після чого 23 липня 1230 було укладено мир у Сан-Джермано та з Фрідріха знято відлучення від церкви.
Проте, після завоювання Фрідріхом у 1236—1237 частини лангобардських земель папа у 1239 знову відлучив його від церкви та розпочав нову війну. У 1241 скликав синод у Римі, який мав засудити Фрідріха та накласти на нього анафему. Однак, синод не відбувся, оскільки сицилійський флот Фрідріха за допомогою пізанців в Битві при Джильйо розбив і захопив в полон флот Генуезької республіки, який перевозив учасників синоду до Риму, а сам папа помер, коли війська імператора підійшли до стін Риму.

## Церковні справи
Був близьким приятелем та покровителем св. Франциска Ассізького, якого канонізував у 1228. У 1234 канонізував св. Домініка, а також св. Єлизавету та св. Антонія Падуанського. Був захисником орденів францисканців і домініканців. Установив правила для жіночої гілки ордену францисканців — сестер кларисок. Підтримував діяльність ордену хрестоносців на сході Європи.
У 1228 засудив книги Талмуду, як такі, що містять різного роду обман і блюзнірство проти християнської науки, дав наказ спалити ці книги.
У 1230 дав наказ укласти Decretum — кодекс канонічного права, яке опиралось на рішення соборів і листи пап Римських. Decretum діяли аж до 1918.
Видав буллу, започаткувавши діяльність інквізиції. У 1231 розширив сферу діяльності інквізиції на всі католицькі країни та офіційно запровадив інквізиційні органи. Визначив, що мінімальний вік інквізитора має бути не меншим ніж 40 років. Жоден з пап не був так прихильно налаштований до церковної дисципліни як Григорій IX.
В той же час, розуміючи необхідність побудови системи аргументів проти єретичних віровчень, у 1231 році дав вказівку спеціальній комісії дослідити можливість вивчення праць Арістотеля та використання їх у католицькому віровченні.
Підтримував Північні хрестові походи.